# Cyrestis heracles
Cyrestis heracles is een vlinder uit de familie van de Nymphalidae. De wetenschappelijke naam van de soort is voor het eerst geldig gepubliceerd in 1896 door Otto Staudinger.